# Diplomystes camposensis
Diplomystes camposensis es una especie de pez de la familia Diplomystidae en el orden de los Siluriformes.

## Morfología
• Los machos pueden llegar alcanzar los 25 cm de longitud total.

## Hábitat
Es un pez de agua dulce y de clima tropical.

## Distribución geográfica
Se encuentra al sur de Sudamérica:  Valdivia (sur de Chile ).